# Kragsengångare
Kragsengångare (Bradypus torquatus) är ett däggdjur i familjen tretåiga sengångare.

## Kännetecken
Arten är den största i familjen. Vuxna individer når i genomsnitt en längd på 66 centimeter och en vikt på 6,6 kilogram, honor blir betydligt större än hannar. Dessutom blir individer som lever i låglandet större än individer från bergstrakter. Huvudet är jämförelsevis litet och avrundat, ytteröronen är gömda i pälsen och därför inte synliga. Svansen förekommer bara rudimentärt. Pälsen består av en tät underull samt av långa grova hår som är ljusbruna till mörkbruna. Ofta ger pälsen ett grönaktigt intryck som beror på alger som lever i symbios med kragsengångare. För kragsengångaren är syftet med symbiosen främst kamouflage för fiender. Särskilt lång är pälsen vid skuldran och manen är hos hannarna tydligare och mörkare. Hos unga individer saknas manen nästan fullständigt. Liksom hos andra sengångare ligger pälsens mittbena på buken, så flyter regnvattnet av bättre. I motsats till tvåtåiga sengångare har arten tre tår vid framfötterna som bär långa böjda klor. Kragsengångare saknar fram- och hörntänder. Tandformeln är I 0/0 C 0/0 P 5/4 M 0/5, alltså 18 tänder.

## Utbredning och habitat
Arten förekommer numera bara i ett smalt område längs östra Brasiliens kustlinje. Utbredningsområdet utgörs av resterna av regnskogen Mata Atlântica som sträcker sig över delstaterna Rio Grande do Norte, Bahia, Espírito Santo och Rio de Janeiro. Kragsengångare lever i låglandet och bergstrakter upp till 1 000 meter över havet.

## Ekologi
Individerna lever ensamma och träffas bara för parningen. Bara relationen mellan modern och ungdjuret varar något längre. De upprättar revir som är 0,6 till 6 hektar stora. Om en individ känner sig hotad kan den slå med sina klor och åstadkomma svåra sår. Arten sover och äter största delen av dagen. Den vistas nästan uteslutande på träd och kommer bara ner till marken för att byta träd eller för att avsöndra urin och avföring. Enligt flera iakttagelser är individerna i låglandet främst aktiva mellan skymningen och gryningen medan populationer i bergstrakter är aktiva på dagen. Om det finns vatten under trädet hoppar de även i vattnet, de har särskilt bra simförmåga.
Djuret plågas av ett flertal parasiter, främst av fästingar från släktet Amblyomma och där av arten Ambylomma varium. Dessutom förekommer olika mott av underfamiljen Chrysauginae, oftast av släktet Cryptoses.

### Föda
Kragsengångare livnär sig uteslutande av växtdelar. Den föredrar blad av plommonsläktet, fikussläktet, Micropholus venulosa och bägarrankesläktet, dessutom äter den i viss mån frukter och blommor. Allmänt tar den bara utvalda växtarter som föda som utgör bara 5 % av växterna i utbredningsområdet. Kroppen har anpassat sig till födans ringa näringsvärde genom en mycket låg ämnesomsättning. Magsäcken är liksom hos andra sengångare delad i flera segment och flera nyttiga bakterier hjälper vid födans omvandling.

### Fortplantning
Honor blir könsmogna när de är tre till fem år gamla och hannar vanligen ett eller två år senare. Parningstiden sträcker sig över hela året men vanligen föds ungarna kort före torrperioden (februari - april). Hannar har höga läten för att locka till sig honor. Efter kopulationen går de åter skilda vägar. Honor är dräktiga i ungefär 6 månader och sedan föds alltid ett ungdjur. Ungen har vid födelsen en vikt mellan 280 och 330 gram. Den lever sina första veckor på moderns buk eller rygg och avvänjs efter två till tre månader. Ungdjuret får i början växtdelar som redan är tuggade av modern. Efter 8 till 11 månader är ungen självständig och lämnar honan. Helt fullvuxna är de efter två till tre år. Livslängden går upp till 20 år i naturen och 30 år i fångenskap.

## Hot och status
Artens naturliga fiender är bland annat jaguarundi, ozelot och harpya.
Kragsengångaren är mycket specialiserade på sitt utbredningsområde och är därför särskilt känsliga för förändringar. Den hotas främst av regnskogens avverkning. Den är ett av de mest hotade däggdjuren i Sydamerika. IUCN listar arten därför som starkt hotad (endangered).